# До Афродіти

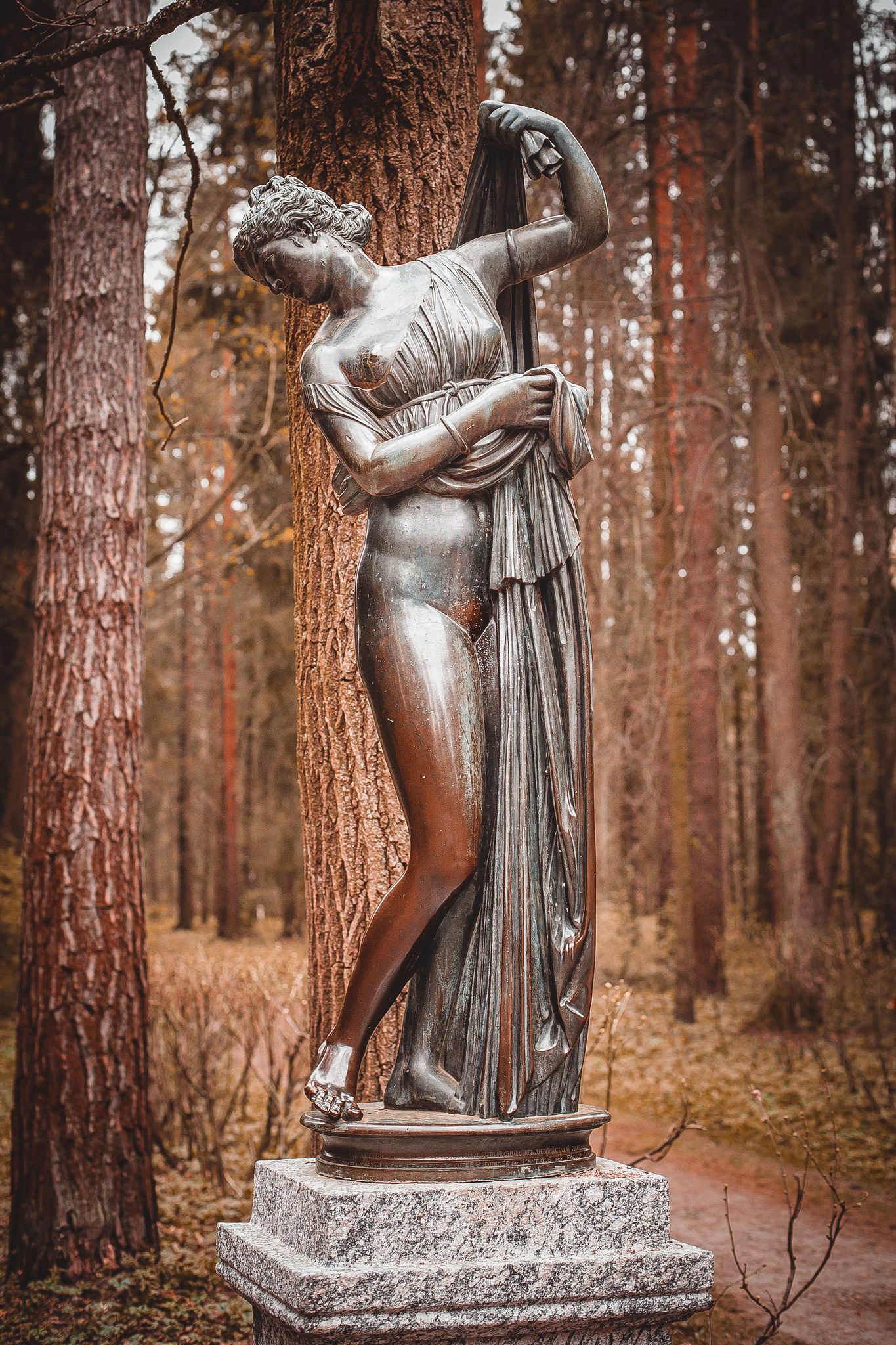
Афродіта

«До Афродіти»  (фр. L’Albatros) — гімн давньогрецької поетеси Сапфо, який відкриває першу збірку Сапфо, укладену александрійськими вченими.

## Історія створення
Це єдиний вірш Сапфо, який зберігся у повному обсязі. Сапфо часто писала про родинне життя. У віршах розповідала про доньку, брата, але частіше поетеса описує муки кохання. Її молитва-звернення до Афродіти — це справжня сповідь жінки.

## Аналіз вірша
Вірш Сапфо «До Афродіти» відкриває першу книгу віршів Сапфо, яку зібрали александрійські вчені. Вірш вважають одним з перших зразків любовної лірики у європейській поезії. За жанром це гімн, адже прославляє богиню, при цьому на початку і в кінці твору просить Афродіту про допомогу. У вірші поєднуються і молитва, і сповідь.
Головна думка — уславлення чеснот Афродіти. Лірична героїня закохана, почуття приносить їй печаль. У вірші героїня нарікає на нерозділене кохання. Авторка відзначає, що раніше Афродіти щоразу приходила на допомогу, коли лірична героїня закохувалась. Афродіта мчала над землею, наче вихор, і схиляла до любові обранця поетеси. Наразі поетеса закохалася, але без взаємності, і просить Афродіту про допомогу. «О, прилинь ізнов, Афродіто… Не гніти мою душу, о пані велична, горем, журбою!.. Розвій мою тугу!..»

## Жанр
Літературознавці визначили жанр твору — гімн Афродіті. Це хвалебна пісня античної поезії. У творі багато звернень до богині, перераховуються її подвиги, використано багато художніх троп. Античний гімн зазвичай закінчувався молитвою або закляттям, як і у вірші Сапфо. Властиві емоційна насиченість, нагромадження окличних речень, звернень, повторів.

## Художні особливості
Вірш написаний так званою «сапфічною строфою». Сапфо створила власну строфу — «сапфічну».
Сапфічна строфа — поєднання з чотирьох рядків: перші три вірші складаються з одинадцяти складів, четвертий вірш з п'яти складів
Всього у вірші 30 рядків.
Авторка використовує художні тропи:
- Епітети: «барвношатна владарко», «усміх ясний», «вірна помічниця», «ярмо любовне»,«бентежне серце»
- Метафори: являлася ти ,серце урятуй,підступів повна.
- Порівняння: «над землею темною, наче вихор».
- Анафора і антитеза: «Хто тікає — скрізь піде за тобою, Хто дарів не взяв — сам дари нестиме, Хто не любить нині, полюбить скоро»

## Переклади українською
- Іван Франко
- Григорій Кочур